# خانه فرخ‌پور
خانه فرخ‌پور مربوط به دوره قاجار - دوره پهلوی است و در اصفهان، خیابان عبد الرزاق، کوچه شهید مأمن پوش، پلاک ۵۶ واقع شده و این اثر در تاریخ ۲۲ مرداد ۱۳۸۴ با شمارهٔ ثبت ۱۳۰۰۶ به‌عنوان یکی از آثار ملی ایران به ثبت رسیده‌است.